# Wheatland County

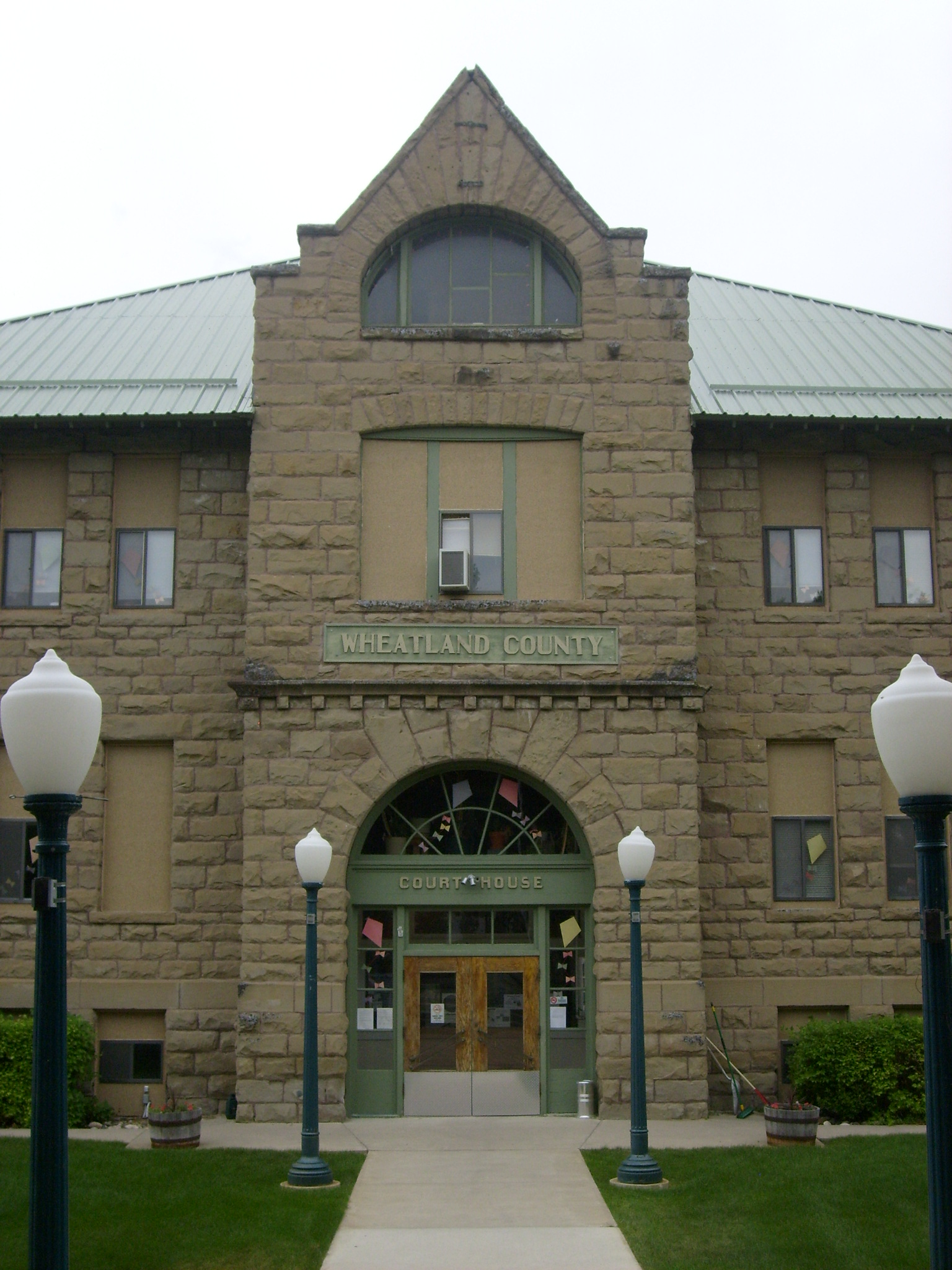
Wheatland County Courthouse

Wheatland County is een county in de Amerikaanse staat Montana.
De county heeft een landoppervlakte van 3.686 km² en telt 2.259 inwoners (volkstelling 2000). De hoofdplaats is Harlowton.